# Bocchetta di Altare
Bocchetta di Altare (daw. Colle di Cadibona, Bochetta di Cadibona) – przełęcz na wysokości 459 m n.p.m. Leży w zachodnich Włoszech, w regionie Liguria, w prowincji Savona. Przełęcz oddziela dwa wielkie łańcuchy górskie Europy - Alpy  od Apeninów. Łączy ona Savonę z Carcare.
Przez przełęcz przebiega autostrada A6.